# شيجة (قرطبة)
بلدية شيجة أو إسبيخو (بالإسبانية: Espejo)‏، هي إحدى بلديات مقاطعة قرطبة إحدى مقاطعات إسبانيا، و التي تقع في منطقة الأندلس جنوب إسبانيا.
يبلغ عدد سكانها 3.691 نسمة وفقاً لإحصائية سنة (2007).